# Crivăț (vânt)
Crivățul este un vânt puternic ce suflă de la est sau nord-est în Moldova, Dobrogea și în unele părți ale Câmpiei Bărăganului din România. În timpul iernii, el atinge viteze de până la 30-35 m/s (108-126 km/h), creând condiții de viscol.